# アリシア (歌手)
アリシア（ブルガリア語: Алисия / Alisia（アリシヤ）, 1983年3月1日 - ）は、ブルガリア西部イフティマン出身のポップ・フォーク歌手である。
イリヤン・ミーホフ (Илиян Михов / Iliyan Mihov) に見出されてアラと契約し、2002年に初のスタジオ・アルバム『Sini noshti』をリリース。以来、アラを代表する歌手として活動し続けている。

## アルバム
- Сини нощи（Sini noshti、2002年[2]）
- Пожелай ме（Pozhelai me、2004年[2]）
- Аз съм секси（Az sam sexy、2005年[2]）
- Най-вървежен（Nay-varvezhen、2008年[2]）
- Твоя тотално（Tvoya totalno、2010年[2]）

## 受賞歴
以下に主な受賞歴を挙げる:
- 2002年: サンダンスキ・ピリン・フォルク - カルノバツカ・グロズドヴァ共催賞
- 2003年: サンダンスキ・ピリン・フォルク - 第2位
- 2008年: Folk hit of Croatia 2008 - 最も良く聴かれたバルカン・アーティスト
- 2008年: Fan TV 視聴者選出の最優秀ビデオ・クリップ賞
- 2008年: ブルガリアFHM誌 - 最もセクシーな女性

## 人物
2007年にサッカー選手のヴァレリ・ボジノフと結婚した。
好きな歌手としてツェツァやインディラ・ラディッチらを挙げている。